# Babka gymnotrachelus
Babka gymnotrachelus é uma espécie de peixe da família Gobiidae.
Pode ser encontrada nos seguintes países: Bulgária, Moldávia, Roménia, Rússia, Sérvia e Montenegro, Turquia e Ucrânia.